# Lindackerita
La lindackerita és un mineral de la classe dels fosfats que pertany i dona nom al grup de la lindackerita. Rep el nom en honor de Joseph Lindacker (23 d'abril de 1823, Cheb, Imperi austríac - 17 de setembre de 1891, Cheb, Àustria-Hongria), farmacèutic i químic, qui va treballar amb Josef Vogl per analitzar minerals de Jáchymov. Va ser el primer a analitzar aquest material.

## Característiques
La lindackerita és un arsenat de fórmula química CuCu₄(AsO₄)₂(HAsO₄)₂·9H₂O. Es tracta d'una espècie aprovada per l'Associació Mineralògica Internacional, i publicada per primera vegada el 1853. Cristal·litza en el sistema triclínic. La seva duresa a l'escala de Mohs oscil·la entre 2 i 2,5.
Segons la classificació de Nickel-Strunz, la lindackerita pertany a «08.CE: Fosfats sense anions addicionals, amb H₂O, només amb cations de mida mitjana, RO₄:H₂O sobre 1:2,5» juntament amb els següents minerals: chudobaïta, geigerita, newberyita, brassita, fosforrösslerita, rösslerita, metaswitzerita, switzerita, ondrušita, veselovskýita, pradetita, klajita, bobierrita, annabergita, arupita, barićita, eritrita, ferrisimplesita, hörnesita, köttigita, manganohörnesita, parasimplesita, vivianita, pakhomovskyita, simplesita, cattiïta, koninckita, kaňkita, steigerita, metaschoderita, schoderita, malhmoodita, zigrasita, santabarbaraïta i metaköttigita.
L'exemplar que va servir per a determinar l'espècie, el que es coneix com a material tipus, es troba conservat a l'Escola Nacional de Mines de París, França.

## Formació i jaciments
Va ser descoberta a la mina Elias, situada a Jáchymov, al districte de Karlovy Vary (Regió de Karlovy Vary, República Txeca). També ha estat descrita a la propera mina de Svornost, així com a França, Àustria, Alemanya, Itàlia, Namíbia, Iran i els Estats Units. Als territoris de parla catalana ha estat descrita a la mina «Iris 18» d'Escornalbou, a Riudecanyes (Baix Camp, Tarragona).